# 野村又三郎家
野村又三郎家（のむら　またさぶろうけ）は、和泉流狂言方野村派能楽師の家。愛知県名古屋市を本拠に活動する。現在の当主（家長）は十四世野村又三郎（本名・信行：のぶゆき）。

## 沿革
初代野村又三郎重信（17世紀初頭）が和泉流創設にあたり客分として招かれ、独自の演目・台本・演出などを保持している。
三世野村又三郎信明の代（江戸時代）には、京都在住のまま尾張徳川家お抱えの狂言方であった家柄である。
明治維新後は名古屋、東京と移住を重ねた。その後、十二世野村又三郎信廣（四世 野村小三郎の父、2007年12月12日に逝去。享年86）は1959年に名古屋へ移住。
2011年5月29日、四世野村小三郎が又三郎（十四世）を襲名。